# (193) Ambrosia
(193) Ambrosia és un asteroide que forma part del cinturó d'asteroides i va ser descobert per Jérôme Eugène Coggia el 28 de febrer de 1879 des de l'observatori de Marsella, França.
Rep el seun nom per l'ambrosia, el menjar dels déus de la mitologia grega.
Ambrosia orbita a una distància mitjana de 2,601 ua del Sol, i pot allunyar-se'n fins a 3,372 ua. La seva inclinació orbital és 12,01° i l'excentricitat 0,2967. Fa una òrbita completa al voltant del Sol al cap de 1.532 dies.